# Hololixus
 Hololíxus — рід жуків родини Довгоносики (Curculionidae).

## Спосіб життя
Невідомий.

## Географічне поширення
Єдиний відомий вид цього роду описаний з Китаю.

## Класифікація
Єдиний вид роду знайдений у Південно-Західному Китаї :
- Hololixus szetschuanensi (Voss, 1932)